# Marek II (patriarcha Jerozolimy)
Marek II – prawosławny patriarcha Jerozolimy od 1191 r. Data końca jego urzędowania nie jest znana.